# Landbrugsret
Landbrugsret er den juridiske disciplin, som undersøger love og andre regler, der gælder for landbrug. Landbrugsret hører til såvel kategorien offentlig ret som privatret. Landbrugsretlig retspraksis er omtalt i Tidsskrift for Landbrugsret.
De landbrugsretlige love er omfattende og tæller bl.a. lov om landbrugsejendomme (populært kaldenavn Landbrugsloven) og lov om hold af dyr samt lov om drift af landbrugsjorder. Hertil kommer økologiloven foruden lov om dyrkning m.v. af genetisk modificerede afgrøder.
Landbrugsret reguleres også af et stort antal bekendtgørelser. Til disse bekendtgørelser hører Bekendtgørelse om jordressourcens anvendelse til dyrkning og natur samt Bekendtgørelse om dyrevelfærdsmæssige mindstekrav til hold af kvæg og Bekæmpelsesmiddelbekendtgørelsen samt Bekendtgørelse om dyrevelfærdsmæssige mindstekrav til hold af grise og Bekendtgørelse om økologisk jordbrugsproduktion m.v. Foruden Bekendtgørelse om direkte støtte til landbrugere efter grundbetalingsordningen m.v. og Bekendtgørelse om økologisk jordbrugsproduktion m.v.

## Første instans
Den instans, som træffer afgørelser på det landbrugsretlige område, er Landbrugsstyrelsen; Landbrugsstyrelsen er en del af Ministeriet for Fødevarer, Landbrug og Fiskeri.

## Klageinstans
Miljø- og Fødevareklagenævnet er instans for administrativ rekurs over en afgørelse, som landbrugsstyrelsen har truffet. Miljø- og Fødevareklagenævnet kan den uenige part kontakte via Nævnenes Hus’ hjemmeside.

## Lovudvikling
Landbrugsrådet afgiver høringssvar som en del af det lovforberedende arbejde på det landbrugsretlige område.